# Did You Hear the Rain?
"Did You Hear the Rain?" er en single af den britiske singer-songwriter George Ezra. Det blev udgivet som single fra hans debutalbum Wanted on Voyage (2014). Sangen blev udgivet som en digital EP den 1. november 2013 i Italien og som digital single i Storbritannien den 11. april 2014 gennem Columbia Records. Sangen toppede som nummer 72 i Østrig.